# Libero Della Briotta
Libero Della Briotta (Ponte in Valtellina, 28 marzo 1925 – Ponte in Valtellina, 10 giugno 1985) è stato un politico italiano, nel corso della sua vita ha ricoperto la carica di vicepresidente del Senato della Repubblica.

## Biografia
Nasce a Ponte in Valtellina, figlio di un falegname antifascista. A 17 anni si diploma a Sondrio all'Istituto Magistrale. Incomincia a insegnare come maestro a 18 anni. Si laurea in Lettere e Storia, ma continua a esercitare l'attività di maestro elementare fino alla sua elezione alla Camera dei Deputati. Avvia la sua collaborazione con Il Lavoratore Valtellinese nel 1947, nello stesso anno aderisce al Partito Socialista Italiano.
È consigliere comunale di Sondrio dal 1957 al 1964 e ricopre per oltre vent'anni la carica di Sindaco di Ponte in Valtellina dal 1964 al 1985.
È stato anche Segretario della Federazione PSI di Sondrio dal 1976 al 1979.
Viene eletto deputato nel 1963, nel 1968 e nel 1972, senatore nel 1979 e nel 1983, Dal 1972 al 1976 assume la carica di europarlamentare. Fa parte del gruppo Socialista.
In quegli anni ricopre inoltre vari incarichi istituzionali: vicepresidente della Commissione Agricoltura della Camera, presidente della Commissione Ambiente e Sanità, membro della Commissione d'inchiesta parlamentare sulla mafia (diverrà vicepresidente della stessa nel 1968) e Sottosegretario agli Esteri nel 1980 con delega sui problemi dell'emigrazione; gli viene inoltre assegnata la presidenza dell'UNCEM dato il suo costante impegno per la tutela della montagna. Viene poi nominato Vicepresidente del Senato nel 1983.
Muore a Ponte in Valtellina nel 1985 all'età di 60 anni.